# マリアーノ・アラテ
マリアーノ・アラテ・エスナオラ（Mariano Arrate Esnaola、1892年8月12日 - 1963年12月24日）は、スペイン・バスク州サン・セバスティアン出身のサッカー選手。ポジションはDF。元スペイン代表。
1920年、スペイン代表としてアントワープオリンピックに出場し、銀メダルを獲得したメンバーの一人。